# Жары (Брянская область)
Жары — посёлок в Навлинском районе Брянской области России. Входит в состав Бяковского сельского поселения.

## География
Расположен на востоке региона.

## История
Решением Брянского сельского облисполкома от 8 сентября 1964 года посёлки Бяковского сельсовета Брасовского сельского района Баево, Дела, Жары и Козловка  объединены в один населённый пункт посёлок Жары (ГАБО. Ф.Р-6. Оп.4. Д.601. Л.158-170).

## Население
| 2010 | 2013 |
| ---- | ---- |
| 85   | ↘81  |

## Инфраструктура
Развито сельское хозяйство.

## Транспорт
Проходит автодорога 15 ОП РЗ 15К-1712 «Украина» — Клинское. Остановка общественного транспорта «Жары». На январь 2021 года через посёлок проходят автобусы маршрутов 105, 106, 107.